# Astragalus fruticosus
Astragalus fruticosus är en ärtväxtart som beskrevs av Peter Forsskål. Astragalus fruticosus ingår i släktet vedlar, och familjen ärtväxter. Inga underarter finns listade i Catalogue of Life.